# Never on Sunday
Never on Sunday (Brasil: Nunca aos Domingos / Portugal: Nunca ao Domingo), do original grego Ποτέ Την Κυριακή, é um filme grego de 1960 do gênero comédia romântica, dirigido por Jules Dassin. O filme é falado em grego, russo e inglês.
A protagonista Melina Mercouri era casada com o diretor e ganhou o prêmio do Festival de Cannes de melhor atriz por esse trabalho. A história é uma variação do mito de Pigmaleão.
As canções e as músicas tocadas em bouzouki são de Manos Hadjidakis.

## Elenco
- Melina Mercouri...Ilya
- Jules Dassin...Homer Thrace
- Giorgos Foundas...Tonio
- Titos Vandis...Jorgo
- Mitsos Ligizos...Capitão (como Mitsos Lygizos)
- Despo Diamantidou...Despo
- Dimos Starenios...Poubelle
- Dimitris Papamichael...Marinheiro (como Dimitri Papamichael)
- Alexis Solomos - Sem rosto
- Thanasis Vengos - (como Thanassis Veggos)
- Faidon Georgitsis - Marinheiro
- Nikos Fermas - Garçon

## Sinopse
Ilya é uma prostituta de "bom coração" que vive no porto grego de Pireu e, ao contrário de suas colegas, não depende do misterioso Sem Rosto, que explora as mulheres cobrando alugueis pelos prédios que elas moram. Certo dia chega ao porto o turista americano Homer, escritor e pretenso filósofo que veio à Grécia em busca de uma explicação para a "decadência" daquela grande civilização. Quando conhece Ilya ele acredita ser ela um símbolo dessa transformação e passa a querer mudá-la, tentando provar que seria possível a civilização grega ressurgir. Ele recebe ajuda do Sem Rosto, que quer afastar Ilya das outras prostitutas pois a considera uma "má influência".

## Premiação
- Oscar de "Melhor Canção Original" para Manos Hadjidakis. Recebeu indicações para melhor atriz (Melina Mercouri), melhor figurinos para filmes em preto-e-branco, melhor diretor e melhor roteiro original
- Venceu como melhor atriz do Festival de Cannes.